# Sigri Mitra Gaïni
Sigri Mitra Gaïni (persisch سیگری میترا قائنی [siːgʲˈriː miːtˈrɔː ɢɔːeˈniː]; * 1975 in Oslo) ist eine färöische Filmschauspielerin und Dichterin.
Sigri Mitra Gaïni ist die Tochter einer Färingerin und eines Iraners. In Norwegen geboren wuchs sie sowohl dort als auch auf den Färöern auf. 1995/1996 absolvierte sie eine Ausbildung zur Schauspielerin an der Filmschule in Ebeltoft (Dänemark). Es folgte ein Studium an der Academy of Live and Recording Arts in London. Ab 1997 studierte sie Philosophie an der Universität Kopenhagen.
Sigri Mitra Gaïni hat bisher drei Gedichtbände auf Färöisch herausgebracht.
Im ersten färöischen Roadmovie Bye Bye Bluebird der Filmemacherin Katrin Ottarsdóttir spielte sie 1998 als Barba eine der Hauptrollen. Sie spielte des Weiteren die Shawarma in Polle fra Snave 2002.

## Werke
- Orð og andlit. Forlagið Fannir, Tórshavn 1997, ISBN 99918-49-13-0.
- Soflúgv – og øvugt. Forlagið Fannir, Tórshavn 1998, ISBN 99918-49-21-1.
- 2002 nætur. Mentunargrunnur Studentafelagsins, Tórshavn 2004, ISBN 99918-43-46-9 („2002 Nächte“, in Anlehnung an 1001 Nacht, erhielt den Literaturpreis der Färöer 2004 für Belletristik).
- 2010 – Vaknandi,  Tórshavn: Mentunargrunnur Studentafelagsins MS.fo, Mentunargrunnur Studentafelagsins, Yrkingar